# Funkční skupina

Příklady funkčních skupin v molekule benzylacetátu:
esterová skupina (červeně)
octanová skupina (zeleně)
benzyloxy skupina (žlutě)

V organické chemii je funkční skupina určitá skupina atomů v molekule, která jí přidává určité charakteristické vlastnosti. Stejná funkční skupina umožňuje stejné nebo podobné reakce nezávisle na délce molekuly, jejíž je částí. Podle funkční skupiny se organické sloučeniny dělí do charakteristických kategorií.

## Základní funkční skupiny
V tabulkách je přehled základních skupin, jejich struktura a výskyt. Detailnější názvosloví najdete v článcích, věnujících se příslušné skupině sloučenin.

### Uhlovodíky
| Skupina | Obecný vzorec | Předpona | Přípona | Výskyt           |
| ------- | ------------- | -------- | ------- | ---------------- |
| Alkyl   | R-            | alkyl-   | -an     | Alkany           |
| Alkenyl | R-CH=CH-      | alkenyl- | -en     | Alkeny           |
| Alkynyl | RC≡C-         | alkynyl- | -yn     | Alkyny           |
| Fenyl   | C6H5-         | fenyl-   | -benzen | deriváty benzenu |

### Skupiny obsahující halogen
| Skupina          | Obecný vzorec | Předpona | Přípona          | Výskyt                           |
| ---------------- | ------------- | -------- | ---------------- | -------------------------------- |
| Halogeno         | -X            | halogen- | {alkyl}halogenid | Halogenderiváty                  |
| Fluoro           | -F            | fluor-   | {alkyl}fluorid   | fluoroderiváty                   |
| Chloro           | -Cl           | chlor-   | {alkyl}chlorid   | chloroderiváty                   |
| Bromo            | -Br           | brom-    | {alkyl}bromid    | bromoderiváty                    |
| Jodo             | -I            | jod-     | {alkyl}jodid     | jododeriváty                     |
| Acylhalogenidová | -C(=O)-X      |          | {acyl}halogenid  | halogenidy karboxylových kyselin |

### Skupiny obsahující kyslík
| Skupina         | Obecný vzorec | Předpona      | Přípona               | Výskyt                     |
| --------------- | ------------- | ------------- | --------------------- | -------------------------- |
| Hydroxylová     | -OH           | hydroxy-      | -ol                   | Alkoholy, hydroxykyseliny  |
| Aldehydická     | -CH=O         | formyl-       | -al                   | Aldehydy, aldehydokyseliny |
| Ketoskupina     | R1-C(=O)-R2   | oxo- (keto-)  | -on                   | Ketony, ketokyseliny       |
| Karboxylová     | -C(=O)-OH     | karboxy-      | -karboxylová kyselina | karboxylové kyseliny       |
| Etherová        | -O-           | {alk(an)}oxy- | {alkyl}{alkyl}ether   | Ethery                     |
| Hydroperoxidová | -O-OH         | hydroperoxy-  | {alkyl}hydroperoxid   | organické peroxidy         |
| Peroxidová      | -O-O-         | peroxy-       | {alkyl}peroxid        | organické peroxidy         |

### Skupiny obsahující dusík
| Skupina        | Obecný vzorec    | Předpona         | Přípona          | Výskyt                      |
| -------------- | ---------------- | ---------------- | ---------------- | --------------------------- |
| Aminoskupina   | -N<              | amino-           | -amin            | Aminy, aminokyseliny        |
| Amidová        | -C(=O)-N<        | karboxamido-     | -amid            | Amidy karboxylových kyselin |
| Azoskupina     | -N=N-            | azo-             | -diazen          | azosloučeniny               |
| Imidová        | -C(=O)-NH-C(=O)- | imido-           | -imid            | Imidy karboxylových kyselin |
| Iminová        | -C(=N-)-         | imino-           | -imin            | Iminy                       |
| Nitrilová      | -C≡N             | kyano-           | -nitril, -kyanid | Nitrily                     |
| Nitroskupina   | -NO2             | nitro-           |                  | Nitrosloučeniny             |
| Nitrososkupina | -NO              | nitroso-         |                  | Nitrososloučeniny           |
| Pyridylová     | -C5H6N           | pyridin-2/3/4-yl | -pyridin         | Deriváty pyridinu           |

### Skupiny obsahující síru
| Skupina                                | Obecný vzorec | Předpona              | Přípona             | Výskyt             |
| -------------------------------------- | ------------- | --------------------- | ------------------- | ------------------ |
| Sulfonylová                            | -SO2-         | sulfonyl-             | -sulfon             | Sulfony            |
| Sulfonová                              | -SO3H         | sulfo-                | -sulfonová kyselina | sulfonové kyseliny |
| Thioetherová                           | -S-           |                       | -sulfid             | thioethery         |
| Sulfinylová                            | -S(=O)-       | sulfinyl-             | -sulfoxid           | sulfoxidy          |
| Sulfanylová (zastarale též sulfhydryl) | -SH           | sulfanyl- (merkapto-) | -thiol              | thioly             |